# Lijst van voetbalinterlands Andorra - Israël
Deze lijst van voetbalinterlands is een overzicht van alle officiële voetbalwedstrijden tussen de nationale teams van Andorra en Israël. De landen hebben tot op heden zes keer tegen elkaar gespeeld. De eerste ontmoeting, een kwalificatiewedstrijd voor het Europees kampioenschap voetbal 2008, werd gespeeld in Nijmegen (Nederland) op 6 september 2006. Het laatste duel, een kwalificatiewedstrijd voor het Europees kampioenschap voetbal 2024, vond plaats op 21 november 2023 in Andorra la Vella.

## Wedstrijden
| № | Plaats           | Datum            | Competitie           | Wedstrijd        | Uitslag |
| - | ---------------- | ---------------- | -------------------- | ---------------- | ------- |
| 1 | Nijmegen         | 6 september 2006 | EK 2008 kwalificatie | Israël – Andorra | 4 − 1   |
| 2 | Andorra la Vella | 6 juni 2007      | EK 2008 kwalificatie | Andorra – Israël | 0 – 2   |
| 3 | Andorra la Vella | 13 oktober 2014  | EK 2016 kwalificatie | Andorra − Israël | 1 − 4   |
| 4 | Haifa            | 3 september 2015 | EK 2016 kwalificatie | Israël – Andorra | 4 − 0   |
| 5 | Jeruzalem        | 19 juni 2023     | EK 2024 kwalificatie | Israël − Andorra | 2 − 1   |
| 6 | Andorra la Vella | 21 november 2023 | EK 2024 kwalificatie | Andorra − Israël | 0 − 2   |

## Samenvatting
| Competitie      | Totaal gespeeld | Winst Andorra | Gelijk | Winst Israël | Doelsaldo Andorra – Israël |
| --------------- | --------------- | ------------- | ------ | ------------ | -------------------------- |
| EK-kwalificatie | 6               | 0             | 0      | 6            | 3 − 18                     |
| Totaal          | 6               | 0             | 0      | 6            | 3 − 18                     |

Wedstrijden bepaald door strafschoppen worden, in lijn met de FIFA, als een gelijkspel gerekend.

## Details

### Derde ontmoeting
| EK 2016 kwalificatie (scheidsrechter Cristian Balaj, Andorra la Vella, 13 oktober 2014):                                                                 |              | |
| Andorra | 1 – 4        | Israël |
| Ildefons Lima 15' (pen.) | goals        | 3' Omer Damari 41' Omer Damari 82' Omer Damari 90+6' (pen.) Tomer Hemed                                                                                 |
| Koldo Álvarez | bondscoach   | Eli Guttman |
| Ferran Pol Ildefons Lima 40' Jordi Rubio 70' Emili García Marc Vales David Maneiro Edu Peppe 40' Gabi Reira Marcio Vieira Iván Lorenzo Cristian Martínez | opstellingen | Ofir Marciano Tal Ben-Haim Eyal Meshumar Eytan Tibi 65' Gil Vermouth Bibras Natkho 70' Eran Zahavi Nir Biton Taleb Twatiha 84' Omer Damari Tal Ben-Haim |
| Josep Ayala 40' Joan Toscano 40' Marc Pujol 70' | wissels      | 65' Itay Shechter 70' Lior Refaelov 84' Tomer Hemed |
| Jordi Rubio 45+2' Cristian Martínez 83' | gele kaarten | 45+2' Gil Vermouth |

### Vierde ontmoeting
| EK 2016 kwalificatie (scheidsrechter Tamás Bognár, Haifa, 3 september 2015):                                                                     |              | |
| Israël | 4 – 0        | Andorra |
| Eran Zahavi 3' Nir Bitton 22' Tomer Hemed 26' (pen.) Moanes Dabour 38'                                                                           | goals        | |
| Eli Guttman | bondscoach   | Koldo Álvarez |
| Ofir Marciano Tal Ben-Haim 46' Eytan Tibi Eli Dasa Bibras Natkho Eran Zahavi 46' Nir Bitton Avi Rikan Tomer Hemed 75' Tal Ben-Haim Moanes Dabour | opstellingen | Ferran Pol Ildefons Lima Emili García Marc García Renom Moisés San Nicolás 55' Víctor Rodríguez Marcio Vieira 81' Marc Rebés 72' Sergi Moreno Cristian Martínez Aaron Sánchez |
| Maor Melikson 46' Maor Buzaglo 46' Beram Kayal 75'                                                                                               | wissels      | 55' Óscar Sonejee 72' Jordi Rubio 81' Max Llovera |
| Tomer Hemed 46' | gele kaarten | 47' Marcio Vieira 59' Moisés San Nicolás 88' Jordi Rubio |
| - Debuut van Eli Dasa (Maccabi Tel Aviv) voor Israël. - Debuut van Max Llovera (Club Lleida Esportiu) voor Andorra.                              |              | |